# Psammodromus microdactylus
Psammodromus microdactylus är en ödleart som beskrevs av  Oskar Boettger 1881. Psammodromus microdactylus ingår i släktet sandlöpare, och familjen lacertider. IUCN kategoriserar arten globalt som starkt hotad. Inga underarter finns listade i Catalogue of Life.
Arten förekommer i Marocko. Den lever i låglandet och i bergstrakter upp till 2250 meter över havet. Habitatet utgörs av gräsmarker med några glest fördelade träd. Honor lägger ägg.